# Brigitte Zarfl
Brigitte Zarfl (Krems an der Donau, 1962. augusztus 11. –) Ausztria munkaügyi, szociális és egészségügyi minisztere volt.

## Élete
1997-tól a egészségügyi minisztériumban dolgozott. 2015-től osztályvezető (Sektionchefin) a szociálminisztériumban volt. 2020-ban újra osztályvezető lett.
Zarflnak két lánya van.

## Fordítás
Ez a szócikk részben vagy egészben  a   Brigitte Zarfl című német Wikipédia-szócikk ezen változatának fordításán alapul.  Az eredeti cikk szerkesztőit annak laptörténete sorolja fel. Ez a jelzés csupán a megfogalmazás eredetét és a szerzői jogokat jelzi, nem szolgál a cikkben szereplő információk forrásmegjelöléseként.